# Adivina cuánto te quiero
Adivina cuánto te quiero es un libro escrito por el británico Sam McBratney e ilustrado por Anita Jeram, publicado en 1995 por la editorial Candlewick Press.
Entre otros premios, en 1996 fue incluida por la American Library Association en su «lista notable de libros infantiles» en 1996 por la Association for Library Service to Children, y según la propia editorial, ha sobrepasado los 15 millones de ventas en todo el mundo, siendo publicado en más de 37 idiomas.

## Argumento
Álbum ilustrado de Sam McBratney que cuenta la historia de dos liebres, una grande y otra pequeña, que compiten por demostrar quién quiere más a la otra. Ponen numerosos ejemplos de cuánto se quieren mutuamente(extienden sus brazos, se pone de puntillas…), pero la liebre grande siempre gana a la pequeña.  Al final la liebre pequeña llega una conclusión, ¿cómo va a demostrar la liebre pequeña a la grande lo mucho que la quiere? Llevando su amor hasta la luna